# Freeroll
Freeroll w pokerze ma dwa znaczenia. Pierwsze znaczenie to określenie sytuacji w grze, a drugie – określenie typu turnieju pokerowego.

## Freeroll – sytuacja w grze
Sytuacja freeroll powstaje przed położeniem ostatniej karty wspólnej kiedy gracz ma zapewniony remis z drugim graczem niezależnie od piątej karty, ale ma szansę poprawy swojego układu i wygrania całej puli. Taka sytuacja często pojawia się w grach High-low split, gdy jeden gracz ma zapewnione zwycięstwo połowy puli za niski układ, ale ma szansę trafienia koloru lub strita, co dałoby mu również zwycięstwo drugiej połowy za wysoki układ.
Przykładowo, w grze Texas Hold’em:Gracz A ma K♣ 10♣ na ręku, a gracz B K♥ 10♥. Po trzech rundach na stole leżą A♣ Q♠ J♥ 4♣. Obydwaj gracze mają strita od dziesiątki do asa, co jest najlepszym możliwym układem w tej sytuacji (tzw. Nuts) i daje remis. Jednak jeśli ostatnia karta będzie treflem, gracz A będzie miał kolor i wygra całą pulę.
Kiedy gracz zda sobie sprawę, że ma freerolla, może podbijać bez żadnych zahamowań, a jego przeciwnik, jeśli jest mniej doświadczony, może robić to samo, mimo że nie ma szans na całkowitą wygraną.

## Turnieje freeroll
Freeroll jest turniejem bez wpisowego, choć warto zauważyć, że określenia „bez wpisowego” i „wolny” nie zawsze znaczą to samo.
W tych turniejach pula nagród nie jest tworzona z wpisowych graczy, lecz dodawana przez organizatora freerollu, głównie w celach reklamowych. Można w nich wygrać także nagrody rzeczowe lub wpisowe do wielkich turniejów pokerowych (wtedy są to tzw. satelity freeroll). W niektórych turniejach tego typu mogą uczestniczyć tylko zaproszone osoby.
Freeroll nie zawsze jest to turniej dla każdego. Różne pokerroomy stawiają różne wymagania, na przykład zapłaty punktami (specjalnymi punktami opracowanymi przez pokerrom) lub dokonania depozytu na swoje konto. Wygraną wtedy też są pieniądze, wejściówki do turniejów lub wcześniej wymienione punkty.

### Korzyści z freerolli
Darmowe turnieje są bardzo popularne i mają kilka zalet, szczególnie dla początkujących graczy. Nie wymagają depozytów oraz uczą cierpliwości – jednej z najważniejszych cech w pokerze.

### Wady
- Mała pula nagród
- Długi czas gry – aby dojść do miejsc płatnych trzeba czasami grać wiele godzin.
- Niski poziom uczestniczących w turnieju – wielu z nich jest początkującymi graczami, którzy mogą nawet nie znać do końca zasad.

Doświadczeni gracze są sceptycznie nastawieni do turniejów darmowych<. Uważają, że nie uczą one prawdziwej gry, a dobre są tylko dla tych, którzy chcą „zabić swój czas”. Poziom freerolli jest dużo niższy od poziomu gier na pieniądze, a blefy praktycznie nic w nich nie znaczą.